# 徐治民
徐治民（？—？），字世績，號貞孚，浙江山陰人，清朝官員。歲貢生，一作拔貢生。

## 生平
徐治民於1733年（雍正十一年），由順昌知縣陞任第五任台灣府淡水撫民同知，任期為2年。1735年（雍正13年）奉旨接替尹士俍，於台灣地區擔任台灣府知府。而此官職是台灣清治時期此期間，受台灣道制約的台灣地方父母官。
子徐淳，雍正癸丑进士。